# Park Sang-won
Park Sang-won (Seul, 14 de setembro de 2000) é um esgrimista sul-coreano, campeão olímpico.

## Carreira
Formou-se na Daejeon Maebong Middle School, Daejeon Songchon High School e na Korea National Sport University. Participou da Universiade realizada em Chengdu, na China, em julho de 2023, e conquistou a medalha de ouro ao derrotar Horvat Gergö, da Hungria, na prova individual.
Nos Jogos Olímpicos de Verão de 2024, em Paris, conquistou a medalha de ouro na disputa de sabre por equipes ao lado de Gu Bon-gil, Oh Sang-uk e Do Gyeong-dong.